# الأوقاف في إثيوبيا
الأوقاف في إثيوبيا، بدأ الوقف الإسلامي مبكراً في إثيوبيا -الحبشة سابقاً-، وذلك في السنة الخامسة من البعثة النبوية على أقوى الاحتمالات، لأن هذه السنة، هي السنة التي وصل فيها أوائل المهاجرين إلى الحبشة، وذلك لأن المسلمين حينما ينزلون في القرى والمدن يخصصون لهم مساجد للصلاة، وهذا المكان هو وقف للمسلمين كما هو معروف، وهذا يدل على أن الوقف بدأ مبكراً.

## نماذج من الأوقاف خارج إثيوبيا
إن للمسلمين في إثيوبيا –الحبشة - أوقافاً خارج أراضيهم، وإن كانت قليلة، إلا أن آثار بعضها ما زالت إلى اليوم، في مكة والمدينة، ومنها:
أوقاف الجبرتيين: وهي عبارة عن مجموعة من الأربطة، أوقفها بعض الذين ترجع أصولهم إلى الجبرت – وهي بلدة معروفة من جهة بلاد الحبشة- وإليها ينتسب جماعة كثيرون بالمدينة المنورة، ولهم أوقاف بها ونخيل وبيوت.
وقف أبا جفار: ويقع في مكة وما زال شامخاً في العتيبية بعد توسعة الحرم المكي، في عمارة مكونة من خمسة طوابق، يتم إدارتها من قبل لجنة من الإثيوبيين الأروميين برئاسة حفيده (أبابيا أبا جوير).

## مجالات الوقف في إثيوبيا
إن صور ومجالات الوقف في إثيوبيا (الحبشة) قليلة ويمكن حصرها في الآتي:
وقف الأرض لبناء مسجد أو مدرسة عليها: إذ يقوم عدد من أصحاب الأراضي أو البيوت بوقفها لبناء مسجد أو مدرسة عليها، إما بأنفسهم أو بالمساهمة مع غيرهم.
بناء المساجد: وهو أن يقوم عدد محدود من أثرياء المسلمين ببناء المسجد على نفقاتهم الخاصة، وأغلب المساجد تبنى بطريق جمع التبرعات من الأهالي المسلمين.
بناء دكاكين عقارية حول المسجد: وهذا قليل جداً وفي عدد محدود من المساجد، ومن الأمثلة على ذلك: المسجد الأنور في العاصمة أديس أبابا حيث يحيط به سور بُنيت عليه دكاكين تابعة للمسجد، ويستفاد منه في إدارة المسجد ورواتب ودفع فواتير وغير ذلك".
بساتين ومزارع: توقف على المساجد، ومن ذلك بساتين ومزارع البُن قرب مدينة (هرر) موقوفة على مساجد في داخل مدينة هرر.
المصاحف وكتب العلم: وتوجد في عدد من المساجد وملاحقها.